# Knut Nilsson
Knut Oskar Valfrid „Knutte” Nilsson (ur. 22 marca 1887 w Sztokholm, zm. 30 listopada 1958 tamże) – szwedzki hokeista i piłkarz, reprezentant kraju grający na pozycji pomocnika. Był również zawodnikiem bandy.

## Kariera klubowa
Podczas swojej kariery piłkarskiej Knut Nilsson występował w AIK Fotboll. Z AIK dwukrotnie zdobył mistrzostwo Szwecji w 1911, 1914 i 1916.

## Kariera reprezentacyjna
W reprezentacji Szwecji Nilsson zadebiutował 29 października 1911 w wygranym 3-1 towarzyskim meczu z Niemcami. W 1912 był w kadrze Szwecji na Igrzyska Olimpijskie w Sztokholmie. Na turnieju w Szwecji był rezerwowym i nie wystąpił w żadnym meczu. Ostatni raz w reprezentacji Nilsson wystąpił 24 października 1915 w wygranym 5-2 towarzyskim meczu z Norwegią. W sumie w reprezentacji wystąpił w 9 spotkaniach.
| Mecze i gole w reprezentacji | Mecze i gole w reprezentacji | Mecze i gole w reprezentacji | Mecze i gole w reprezentacji | Mecze i gole w reprezentacji | Mecze i gole w reprezentacji | Mecze i gole w reprezentacji |
| #                            | Data                         | Miasto                       | Przeciwnik                   | Gol                          | Wynik                        |                              |
| ---------------------------- | ---------------------------- | ---------------------------- | ---------------------------- | ---------------------------- | ---------------------------- | ---------------------------- |
| 1.                           | 29.10.1911                   | Hamburg                      | Cesarstwo Niemieckie         |                              | 3:1                          | towarzyski                   |
| 2.                           | 27.06.1912                   | Solna                        | Wlk. Ks. Finlandii           |                              | 7:1                          | towarzyski                   |
| 3.                           | 04.05.1913                   | Moskwa                       | Rosja                        |                              | 4:1                          | towarzyski                   |
| 4.                           | 05.10.1913                   | Sztokholm                    | Dania                        |                              | 0:10                         | towarzyski                   |
| 5.                           | 10.06.1914                   | Solna                        | Anglia am.                   |                              | 1:5                          | towarzyski                   |
| 6.                           | 21.06.1914                   | Solna                        | Węgry                        |                              | 1:1                          | towarzyski                   |
| 7.                           | 28.06.1914                   | Kristiania                   | Norwegia                     |                              | 1:0                          | towarzyski                   |
| 8.                           | 05.07.1914                   | Solna                        | Rosja                        |                              | 2:2                          | towarzyski                   |
| 9.                           | 24.10.1915                   | Sztokholm                    | Norwegia                     |                              | 5:2                          | towarzyski                   |

## Kariera hokejowa i bandy
W hokeja na lodzie i bandy Nilsson grał w klubie AIK Fotboll. W 1914 zdobył z nim mistrzostwo Szwecji w bandy.